# Fútbol masculino en los Juegos del Pacífico Sur de 2003
El fútbol fue una de las disciplinas en la que se disputaron medallas en los Juegos del Pacífico Sur 2003 realizados en Fiyi.
Participaron 10 seleccionados de los 22 países que integraron los Juegos. Se disputó entre el 30 de junio y el 11 de julio y la medalla dorada fue para Fiyi, mientras que la de plata se la llevó Nueva Caledonia y la de bronce Vanuatu.

## Participantes
| Equipos participantes | Equipos participantes | Equipos participantes | Equipos participantes | Equipos participantes |
| --------------------- | --------------------- | --------------------- | --------------------- | --------------------- |
| Fiyi                  | Islas Salomón         | Kiribati              | Micronesia            | Nueva Caledonia       |
| P. N. Guinea          | Tahití                | Tonga                 | Tuvalu                | Vanuatu               |

## Primera ronda

### Grupo A
| Equipo        | Pts | PJ | PG | PE | PP | GF | GC | Dif |
| ------------- | --- | -- | -- | -- | -- | -- | -- | --- |
| Fiyi          | 10  | 4  | 3  | 1  | 0  | 18 | 1  | 17  |
| Vanuatu       | 8   | 4  | 2  | 2  | 0  | 21 | 2  | 19  |
| Islas Salomón | 7   | 4  | 2  | 1  | 1  | 14 | 4  | 10  |
| Tuvalu        | 3   | 4  | 1  | 0  | 3  | 3  | 11 | -8  |
| Kiribati      | 0   | 4  | 0  | 0  | 4  | 2  | 40 | -38 |

| Fecha       | Lugar   |               |                          | Resultado |                          |               |
| ----------- | ------- | ------------- | ------------------------ | --------- | ------------------------ | ------------- |
| 30 de junio | Suva    | Tuvalu        | Bandera de Tuvalu        | 3:2       | Bandera de Kiribati      | Kiribati      |
| 30 de junio | Suva    | Fiyi          | Bandera de Fiyi          | 0:0       | Bandera de Vanuatu       | Vanuatu       |
| 1 de julio  | Suva    | Fiyi          | Bandera de Fiyi          | 4:0       | Bandera de Tuvalu        | Tuvalu        |
| 1 de julio  | Suva    | Islas Salomón | Bandera de Islas Salomón | 2:2       | Bandera de Vanuatu       | Vanuatu       |
| 3 de julio  | Suva    | Islas Salomón | Bandera de Islas Salomón | 7:0       | Bandera de Kiribati      | Kiribati      |
| 3 de julio  | Suva    | Tuvalu        | Bandera de Tuvalu        | 0:1       | Bandera de Vanuatu       | Vanuatu       |
| 5 de julio  | Nausori | Tuvalu        | Bandera de Tuvalu        | 0:4       | Bandera de Islas Salomón | Islas Salomón |
| 5 de julio  | Nausori | Fiyi          | Bandera de Fiyi          | 12:0      | Bandera de Kiribati      | Kiribati      |
| 7 de julio  | Lautoka | Kiribati      | Bandera de Kiribati      | 0:18      | Bandera de Vanuatu       | Vanuatu       |
| 7 de julio  | Lautoka | Fiyi          | Bandera de Fiyi          | 2:1       | Bandera de Islas Salomón | Islas Salomón |

### Grupo B
| Equipo             | Pts | PJ | PG | PE | PP | GF | GC | Dif |
| ------------------ | --- | -- | -- | -- | -- | -- | -- | --- |
| Nueva Caledonia    | 12  | 4  | 4  | 0  | 0  | 28 | 0  | 28  |
| Tahití             | 9   | 4  | 3  | 0  | 1  | 24 | 4  | 20  |
| Papúa Nueva Guinea | 4   | 4  | 1  | 1  | 2  | 12 | 9  | 3   |
| Tonga              | 4   | 4  | 1  | 1  | 2  | 9  | 10 | -1  |
| Micronesia         | 0   | 4  | 0  | 0  | 4  | 0  | 52 | -52 |

| Fecha       | Lugar   |                    |                                            | Resultado |                                            |                    |
| ----------- | ------- | ------------------ | ------------------------------------------ | --------- | ------------------------------------------ | ------------------ |
| 30 de junio | Suva    | Tahití             | Bandera de Polinesia Francesa              | 17:0      | Bandera de Estados Federados de Micronesia | Micronesia         |
| 30 de junio | Suva    | Papúa Nueva Guinea | Bandera de Papúa Nueva Guinea              | 0:2       | Bandera de Nueva Caledonia                 | Nueva Caledonia    |
| 1 de julio  | Suva    | Micronesia         | Bandera de Estados Federados de Micronesia | 0:18      | Bandera de Nueva Caledonia                 | Nueva Caledonia    |
| 1 de julio  | Suva    | Papúa Nueva Guinea | Bandera de Papúa Nueva Guinea              | 2:2       | Bandera de Tonga                           | Tonga              |
| 3 de julio  | Suva    | Tonga              | Bandera de Tonga                           | 0:4       | Bandera de Nueva Caledonia                 | Nueva Caledonia    |
| 3 de julio  | Suva    | Tahití             | Bandera de Polinesia Francesa              | 3:0       | Bandera de Papúa Nueva Guinea              | Papúa Nueva Guinea |
| 5 de julio  | Nausori | Tonga              | Bandera de Tonga                           | 7:0       | Bandera de Estados Federados de Micronesia | Micronesia         |
| 5 de julio  | Nausori | Tahití             | Bandera de Polinesia Francesa              | 0:4       | Bandera de Nueva Caledonia                 | Nueva Caledonia    |
| 7 de julio  | Lautoka | Tahití             | Bandera de Polinesia Francesa              | 4:0       | Bandera de Tonga                           | Tonga              |
| 7 de julio  | Lautoka | Papúa Nueva Guinea | Bandera de Papúa Nueva Guinea              | 10:0      | Bandera de Estados Federados de Micronesia | Micronesia         |

## Segunda ronda

### Semifinales
| Fecha      | Lugar   |                 |                            | Resultado |                               |         |
| ---------- | ------- | --------------- | -------------------------- | --------- | ----------------------------- | ------- |
| 9 de julio | Lautoka | Fiyi            | Bandera de Fiyi            | 2:1       | Bandera de Polinesia Francesa | Tahití  |
| 9 de julio | Lautoka | Nueva Caledonia | Bandera de Nueva Caledonia | 1:1 (4:3) | Bandera de Vanuatu            | Vanuatu |

### Medalla de bronce
| Fecha       | Lugar |        |                               | Resultado |                    |         |
| ----------- | ----- | ------ | ----------------------------- | --------- | ------------------ | ------- |
| 11 de julio | Suva  | Tahití | Bandera de Polinesia Francesa | 0:1       | Bandera de Vanuatu | Vanuatu |

### Final
| Fecha       | Lugar |      |                 | Resultado |                            |                 |
| ----------- | ----- | ---- | --------------- | --------- | -------------------------- | --------------- |
| 11 de julio | Suva  | Fiyi | Bandera de Fiyi | 2:0       | Bandera de Nueva Caledonia | Nueva Caledonia |

| Bandera de Fiyi |
| Campeón Fiyi    |
| Segundo título  |